# Ekpectocythere
Ekpectocythere is een geslacht van kreeftachtigen uit de klasse van de Ostracoda (mosselkreeftjes).

## Soort
- Ekpectocythere plana Choe, 1988